# Peter Seewald
Peter Seewald (* 10 de julho de 1954 em Bochum) é um jornalista e autor alemão.

## Vida
Peter Seewald cresceu em Salzweg, perto de Passau, na Baixa Baviera, em uma família católica. Seus laços religiosos originalmente estreitos - ele era um administrador sênior em sua paróquia natal - deram lugar desde muito cedo a uma atitude crítica da igreja no curso dos protestos de 1968, durante o qual ele se tornou um seguidor do marxismo e que o levou a deixar a igreja em 1973. No verão de 1976, ele fundou o jornal semanal liberal de esquerda Passauer Kleine Zeitung em Passau, que foi encerrado dois anos depois, na primavera de 1978.
Seewald foi editor da Spiegel de 1981 a 1987 e repórter da Stern de 1987 a 1990. Ele então mudou para a revista do Süddeutsche Zeitung, de onde saiu em 1993. Desde então, ele é jornalista freelance. Depois de deixar a igreja, ele continuou a se dedicar aos temas religiosos. A partir de uma entrevista detalhada com o cardeal Joseph Ratzinger em 1996, ele finalmente produziu seu livro Salz der Erde (Sal da Terra), que editou junto com o entrevistado e que retrata o futuro Papa além dos papéis frequentemente comentados. Segundo Seewald, essa entrevista também foi ocasião para sua reconsideração, que acabou resultando em seu reingresso na Igreja Católica.
Depois, o autor também preferiu se dedicar aos temas religiosos. Entre suas obras seguintes, há outra, Gott und die Welt (Deus e o Mundo), que editou junto com Ratzinger. Ambas as publicações conjuntas tornaram-se bestsellers amplamente traduzidos. Seewald tem um relacionamento bom e próximo com Ratzinger, a quem ele descreve como parcialmente responsável por sua conversão. Após sua eleição como Papa, ele escreveu dois retratos dele.
No verão de 2010, Seewald ficou alguns dias em Castel Gandolfo para se encontrar com o Papa Bento XVI e preparar um terceiro livro de entrevista com o Papa Bento XVI. Foi publicado no final de novembro de 2010 com o título Licht der Welt (Luz do Mundo). As declarações do Papa aí contidas foram interpretadas na reportagem como uma relativização de uma rejeição ao uso do preservativo.
Seewald tenta despertar a compreensão para a motivação dos católicos conservadores. Como “[realmente] progressista” e voltado para o futuro, ele defende um “retorno às raízes, ao original, à competência central, à missão” e se opõe ao que chama de “religião fria e professoral dos anos 1970” [sic].
Em agosto de 2020, Seewald criticou o jornal semanal Die Tagespost  pelo que considerou um artigo "tendencioso e prejudicial à reputação" em sua reportagem sobre uma doença do Papa emérito Bento XVI.
Peter Seewald é casado e tem dois filhos, Paul e Jakob. Ele mora em Munique.

## Trabalhos (seleção)

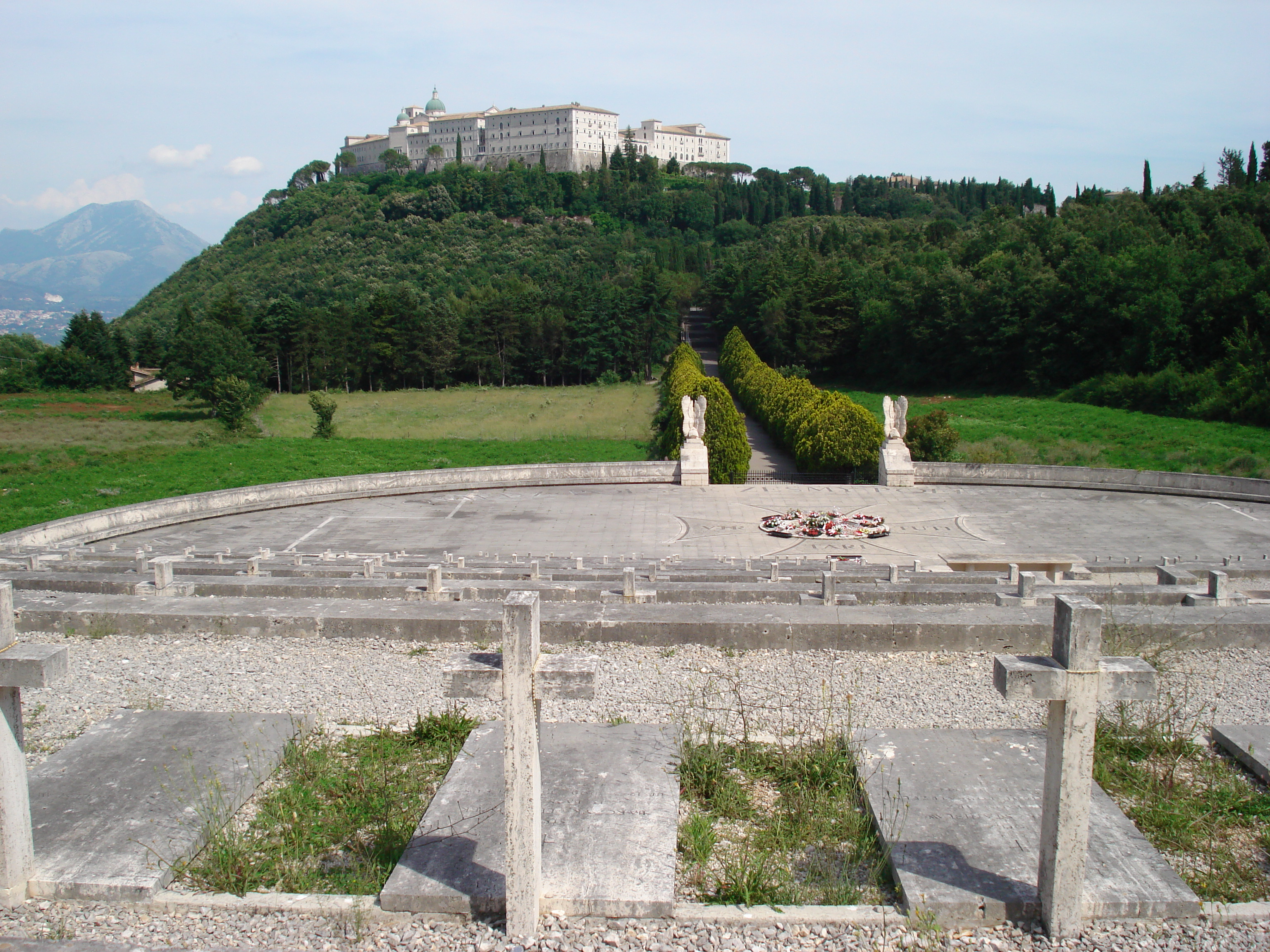
Mosteiro de Monte Cassino, local de origem do livro Deus e o Mundo, aqui: Cemitério Polonês dos Caídos

- 1996: Joseph Ratzinger: Salz der Erde: Christentum und katholische Kirche im 21. Jahrhundert – Ein Gespräch mit Peter Seewald. DVA, ISBN 3421050465.
- 2000: Gott und die Welt – Glauben und Leben in unserer Zeit. DVA, ISBN 3421054282.
- 2002: Die Schule der Mönche. Herder, Freiburg, ISBN 3451274612.
- 2004: Als ich begann, wieder an Gott zu denken. Heyne, ISBN 3453878795.
- 2005: Der deutsche Papst – Von Joseph Ratzinger zu Benedikt XVI. Verlagsgruppe Weltbild und Axel Springer AG, ISBN 3-89897-252-6.
- 2005: Benedikt XVI. Ein Porträt aus der Nähe. Ullstein Verlag, ISBN 3550078331.
- 2005: Gloria: Die Fürstin – Im Gespräch mit Peter Seewald. ISBN 9783453380004.
- 2006: Benedikt XVI. Leben und Auftrag. Verlagsgruppe Weltbild., ISBN 389897474X.
- 2009: Jesus Christus: Die Biographie. Pattloch Verlag, ISBN 978-3-629-02192-2.
- 2010: Licht der Welt, Ein Gespräch mit Papst Benedikt XVI., Herder Verlag, Freiburg, ISBN 978-3-451-32537-3.
- 2016: Gott ohne Volk – Die Kirche und die Krise des Glaubens mit Stefan Oster, Droemer, ISBN 978-3-426-30103-6.
- 2016: Benedikt XVI. Letzte Gespräche. Droemer, ISBN 978-3-426-27695-2.
- 2019: Die Schule der Mönche. Bene! Verlag, ISBN 978-3-963-40070-4 (256 S.)
- 2020: Benedikt XVI. – Ein Leben. Droemer Verlag, München, ISBN 978-3-426-27692-1.[6]